# Serie A1 1982-1983 (pallacanestro femminile)
Il campionato di Serie A1 di pallacanestro femminile 1982-1983 è stato il cinquantaduesimo organizzato in Italia.
Lo Zolu Vicenza vince il suo settimo titolo, il secondo consecutivo, battendo per 2-1 il GBC Milano.

## Stagione

### Novità
Nella stagione precedente C.A. Faenza e Brescia sono retrocesse in Serie A2. Il loro posto è stato preso dalle promosse Ahena Cesena e Nuova Partenio Avellino.

### Formula
La formula rimane identica: le sedici società vengono divise in due gironi da otto, con partite di andata e ritorno. Le prime quattro di ogni girone si classificano per la Poule finale, le ultime quattro per la Poule recupero. Nella seconda fase, vengono conteggiati anche i risultati della prima. Dopo la stagione regolare, le ultime tre della Poule recupero retrocedono in Serie A2, mentre le prime due si giocano il titolo ai play-off contro le prime sei della Poule finale, con quarti, semifinali e finali al meglio di tre gare.

## Prima fase

### Girone A
|  |    | Classifica finale 1982-1983 | Pt | G  | V  | P  | PtF  | PtS  |
|  | -- | --------------------------- | -- | -- | -- | -- | ---- | ---- |
|  | 1. | GBC Milano                  | 22 | 14 | 11 | 3  | 1188 | 843  |
|  | 2. | UFO Schio                   | 20 | 14 | 10 | 4  | 997  | 951  |
|  | 3. | Unimoto Cesena              | 18 | 14 | 9  | 5  | 1094 | 1033 |
|  | 4. | Dietalat Parma              | 18 | 14 | 9  | 5  | 1035 | 1042 |
|  | 5. | Ginnastica Comense          | 16 | 14 | 8  | 6  | 1019 | 984  |
|  | 6. | Casa Veneta Treviso         | 8  | 14 | 4  | 10 | 896  | 958  |
|  | 7. | Varta Pescara               | 6  | 14 | 3  | 11 | 887  | 1003 |
|  | 8. | Accorsi Torino              | 4  | 14 | 2  | 12 | 941  | 1100 |

### Girone B
|  |    | Classifica finale 1982-1983 | Pt | G  | V  | P  | PtF  | PtS  |
|  | -- | --------------------------- | -- | -- | -- | -- | ---- | ---- |
|  | 1. | Zolu Vicenza                | 24 | 14 | 12 | 2  | 1103 | 741  |
|  | 2. | Petretti Viterbo            | 20 | 14 | 10 | 4  | 996  | 707  |
|  | 3. | Pepper Spinea               | 18 | 14 | 9  | 5  | 851  | 876  |
|  | 4. | Carisparmio Avellino        | 16 | 14 | 8  | 6  | 947  | 956  |
|  | 5. | Kika Perugia                | 14 | 14 | 7  | 7  | 995  | 895  |
|  | 6. | Canon Roma                  | 10 | 14 | 5  | 9  | 886  | 872  |
|  | 7. | Ronefor Sesto San Giovanni  | 10 | 14 | 5  | 9  | 940  | 1007 |
|  | 8. | Gentex Caserta              | 0  | 14 | 0  | 14 | 692  | 1145 |

## Seconda fase

### Poule finale
|  |    | Classifica finale 1982-1983 | Pt | G  | V  | P  | PtF  | PtS  |
|  | -- | --------------------------- | -- | -- | -- | -- | ---- | ---- |
|  | 1. | Zolu Vicenza                | 36 | 22 | 18 | 4  | 1734 | 1245 |
|  | 2. | GBC Milano                  | 30 | 22 | 15 | 7  | 1493 | 1352 |
|  | 3. | UFO Schio                   | 30 | 22 | 15 | 7  | 1657 | 1501 |
|  | 4. | Petretti Viterbo            | 28 | 22 | 14 | 8  | 1515 | 1459 |
|  | 5. | Pepper Spinea               | 24 | 22 | 12 | 10 | 1470 | 1454 |
|  | 6. | Unimoto Cesena              | 20 | 22 | 10 | 12 | 1717 | 1666 |
|  | 7. | Carisparmio Avellino        | 16 | 22 | 8  | 14 | 1425 | 1640 |
|  | 8. | Dietalat Parma              | 14 | 22 | 7  | 15 | 1526 | 1778 |

### Poule recupero
|  |    | Classifica finale 1982-1983 | Pt | G  | V  | P  | PtF  | PtS  |
|  | -- | --------------------------- | -- | -- | -- | -- | ---- | ---- |
|  | 1. | Kika Perugia                | 32 | 22 | 16 | 6  | 1579 | 1351 |
|  | 2. | Ginnastica Comense          | 30 | 22 | 15 | 7  | 1437 | 1366 |
|  | 3. | Canon Roma                  | 26 | 22 | 13 | 9  | 1671 | 1507 |
|  | 4. | Varta Pescara               | 20 | 22 | 10 | 12 | 1370 | 1450 |
|  | 5. | Ronefor Sesto San Giovanni  | 18 | 22 | 9  | 13 | 1483 | 1491 |
|  | 6. | Casa Veneta Treviso         | 16 | 22 | 8  | 14 | 1407 | 1540 |
|  | 7. | Accorsi Torino (-1)         | 9  | 22 | 5  | 17 | 1467 | 1607 |
|  | 8. | Gentex Caserta              | 2  | 22 | 1  | 21 | 1069 | 1702 |

## Terza fase

### Playoff
|  | Quarti di finale | Quarti di finale   | Quarti di finale   | Quarti di finale | Quarti di finale |  |  | Semifinali     | Semifinali     | Semifinali     | Semifinali | Semifinali |    |    | Finale       | Finale       | Finale | Finale | Finale |  |
|  |                  |                    |                    |                  |                  |  |  |                |                |                |            |            |    |    |              |              |        |        |        |  |
|  | 1                | Zolu Vicenza       | Zolu Vicenza       | 62               | 66               |  |  |                |                |                |            |            |    |    |              |              |        |        |        |  |
|  | 2r               | Ginnastica Comense | Ginnastica Comense | 37               | 57               |  |  | Zolu Vicenza   | Zolu Vicenza   | Zolu Vicenza   | 62         | 72         |    |    |              |              |        |        |        |  |
|  | 4                | Petretti Viterbo   | Petretti Viterbo   | 60               | 62               |  |  | Pepper Spinea  | Pepper Spinea  | Pepper Spinea  | 40         | 53         |    |    |              |              |        |        |        |  |
|  | 5                | Pepper Spinea      | Pepper Spinea      | 61               | 87               |  |  |                |                |                |            |            |    |    | Zolu Vicenza | Zolu Vicenza | 54     | 54     | 65     |  |
|  | 2                | GBC Milano         | 62                 | 59               | 78               |  |  |                |                | GBC Milano     | GBC Milano | 48         | 67 | 62 |              |              |        |        |        |  |
|  | 1r               | Kika Perugia       | 61                 | 65               | 58               |  |  | GBC Milano     | GBC Milano     | GBC Milano     | 69         | 76         |    |    |              |              |        |        |        |  |
|  | 3                | UFO Schio          | 81                 | 70               | 60               |  |  | Unimoto Cesena | Unimoto Cesena | Unimoto Cesena | 65         | 70         |    |    |              |              |        |        |        |  |
|  | 6                | Unimoto Cesena     | 71                 | 82               | 62               |  |  |                |                |                |            |            |    |    |              |              |        |        |        |  |

## Verdetti
- Campione d'Italia:  Zolu Vicenza
Formazione: Antonella Armilletti, Laura Biondani, Barbara Cappellini, Paola Dal Corso, Mara Fullin, Lidia Gorlin, Maria Rosa Merlin, Stefania Passaro, Silvia Pegoraro, Valentina Peruzzo, Catarina Pollini, Wanda Sandon, Bev Smith, Serena Stanzani. Allenatore: Piero Pasini[2].
- Retrocessioni in Serie A2: Casa Veneta Treviso, Accorsi Torino e Gentex Caserta.
- Casa Veneta Treviso ripescata al posto della Kika Perugia.